# Semih Güler
Semih Güler (* 30. November 1994 in Castrop-Rauxel) ist ein deutsch-türkischer Fußballspieler.

## Karriere
Semih Güler fing beim Dortmunder Stadtteilverein DJK Sportfreunde Nette mit dem Fußballspielen an. In der Folge durchlief er ebenso die Jugendabteilungen von SpVg Blau Gelb Schwerin in Castrop-Rauxel und TSC Eintracht Dortmund, bevor er 2010 zu Westfalia Herne wechselte. Dort arbeitete er sich in kurzer Zeit als Nachwuchs-Talent der eigenen Jugend in die A-Mannschaft hoch und war zunächst Stammspieler und später sogar Mannschaftskapitän mit 19 Jahren. Bereits in seinem ersten Jahr bei Westfalia Herne etablierte sich Güler als Stammspieler. Bei einem Ausfall Anfang 2014 war unklar, ob und wie Güler wieder regelmäßig auflaufen konnte. In der Sommertransferperiode 2014 wechselte Güler in die türkische Süper Lig zum Erstligisten Eskişehirspor. Hier unterschrieb er einen Dreijahresvertrag und ist aufgrund der türkischen Herkunft seiner Eltern unter einem einheimischen Spielerstatus spielberechtigt. Für die Saisons 2015/16 und 2016/17 wurde er jeweils an den Istanbuler Drittligisten Eyüpspor ausgeliehen.
Im Januar 2019 löste er seinen Vertrag mit Eskişehirspor aus und wechselte zum Ligarivalen Adana Demirspor.

## Privates
Semih Güler ist ein Sohn türkischer Einwanderer in dritter Generation. Er wuchs in Dortmund auf und ist Fan von Borussia Dortmund. Er hat zwei Geschwister.